# Court and Spark
Albums de Joni Mitchell
For the Roses
(1972) Miles of Aisles
(1974)
Singles
1. Raised on Robbery
Sortie : 1973
2. Help Me
Sortie : Mars 1974
3. Free Man in Paris
Sortie : Juillet 1974

Court and Spark est le sixième album studio de Joni Mitchell, sorti en janvier 1974.
L'album s'est classé 2e au Billboard 200 et a été certifié double disque de platine par la Recording Industry Association of America (RIAA) le 12 décembre 1997.
En 2003, le magazine Rolling Stone a classé Court and Spark à la 111e place de ses « 500 plus grands albums de tous les temps », puis à la 113e place de son classement 2012.
En 2004, il a reçu le Grammy Hall of Fame Award.
En 2006, l'album a été inclus dans la liste des 1001 albums qu'il faut avoir écoutés dans sa vie.

## Liste des titres
Toutes les chansons sont écrites et composées par Joni Mitchell, sauf mention contraire.
| 1. | Court and Spark   | 2:46 |
| 2. | Help Me           | 3:22 |
| 3. | Free Man in Paris | 3:02 |
| 4. | People's Parties  | 2:15 |
| 5. | Same Situation    | 2:57 |

| 1. | Car on a Hill        |                          | 3:02 |
| 2. | Down to You          |                          | 5:38 |
| 3. | Just Like This Train |                          | 4:24 |
| 4. | Raised on Robbery    |                          | 3:06 |
| 5. | Trouble Child        |                          | 4:00 |
| 6. | Twisted              | Annie Ross, Wardell Gray | 2:21 |

## Personnel
- Joni Mitchell : chant, guitare, piano, clavinet (B3
- Larry Carlton : guitare
- José Feliciano : guitare (A3)
- Wayne Perkins : guitare (B1)
- Robbie Robertson : guitare (B4)
- Dennis Budimir : guitare (B5)
- Max Bennett : basse (A2, A5, B1, B2, B3, B4 et B6)
- Wilton Felder : basse (A4 et B5)
- Jim Hughart : basse (B5)
- Joe Sample : piano électrique, clavinet (B4)
- Tom Scott : Flûtes
- Chuck Findley : trompette (B5 et B6)
- David Crosby : chœurs (A3 et B2)
- Graham Nash : chœurs (A3)
- Cheech Marin : chœurs (B6)
- Tommy Chong : chœurs (B6)
- Susan Webb : chœurs (B7)
- John Guerin : batterie, percussions
- Milt Holland : carillon tubulaire (A1)